# Салашный, Алексей Иванович
Шаблон:Othernames

Салашный, Алексей Иванович (род. 9 июня 1984, Ульяновск, Россия) — российско-британский предприниматель и менеджер в сфере финансовых технологий, блокчейна и Web3. С 2022 года упоминается как генеральный директор DeFi-платформы Super.

## Предпринимательская деятельность
Салашный выступал учредителем и (или) руководителем следующих компаний:
- - ООО «Росдолг», основано в 2009 году; генеральный директор и учредитель.
  - ООО «Росфинанс», основано в 2010 году; генеральный директор и учредитель.
  - ООО «Росфинанс-Страхование», основано в 2011 году; директор.
  - ООО «Росфинанс24», основано в 2011 году; директор.
  - ООО «Центр урегулирования убытков», основано в 2015 году; генеральный директор.
  - ООО «Агентство по страхованию финансовых рисков», основано в 2015 году; президент и учредитель.
  - ООО «РКБ», основано в 2015 году; президент и учредитель.

## Деятельность в сфере криптовалют и блокчейна
С 2022 года Салашный указан в ряде профильных публикаций как CEO платформы *Super*, которая предоставляет децентрализованные финансовые (DeFi) услуги, включая стейкинг, пулы ликвидности и автоматизированные стратегии.
Профильный обзор платформ, опубликованный в Digital Journal, причисляет Super к следующим тенденциям развития DeFi-инфраструктуры: фокус на масштабируемости, устойчивости, адаптивности к регуляторной среде и обеспечении доступности для широкого круга пользователей (от розничных до институциональных). В частности, подчеркиваются важность инфраструктурной гибкости и доступности в целях расширения финансового участия и эффективности систем.